# 锡约
锡约（法語：Cieux，法語發音：[sjø] ⓘ）是法国新阿基坦大区上维埃纳省的一个市镇，属于贝拉克区。

## 地理
锡约（45°59'30"N, 1°2'43"E）面积41.06 平方千米，位于法国新阿基坦大区上维埃纳省，该省份为法国中西部省份，北起顺时针与安德尔省、克勒兹省、科雷兹省、多爾多涅省、夏朗德省和维埃纳省接壤。
与锡约接壤的市镇（或旧市镇、城区）包括：布隆、格拉讷河畔奥拉杜尔、尚博雷、雅韦尔达、蒙特罗勒塞纳尔、佩里亚克、沃尔里。

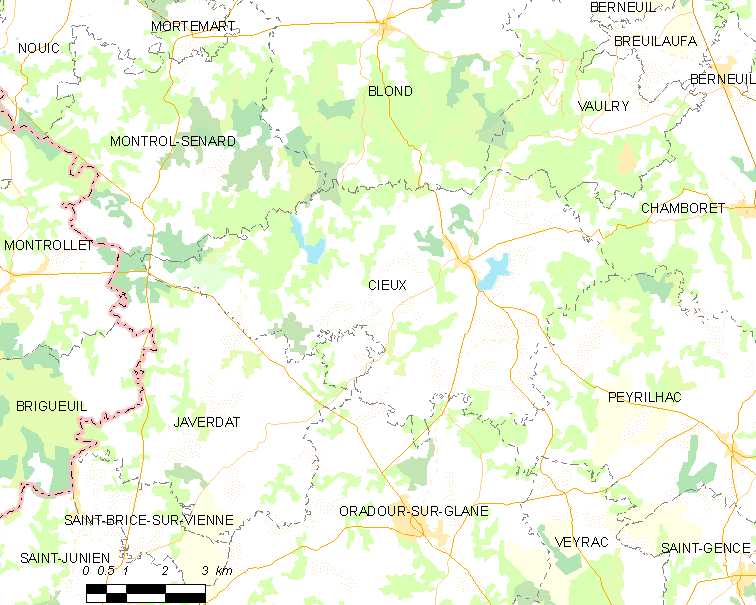
锡约的OSM定位图

锡约的时区为UTC+01:00、UTC+02:00（夏令时）。

## 行政
锡约的邮政编码为87520，INSEE市镇编码为87045。

## 政治
锡约所属的省级选区为贝拉克县。

## 人口

1962-2008年间锡约人口变化图示

锡约于2022年1月1日时的人口数量为1001人。